# Molsydomina
Molsydomina – organiczny związek chemiczny z grupy sydnonimin. Rozszerza naczynia krwionośne zarówno żylne, jak i tętnicze dzięki zwiększeniu aktywności cyklazy guanylowej i w konsekwencji zwiększeniu stężenia cyklicznego guanylomonofosforanu (cGMP).

## Efekt działania
- zmniejsza obciążenie wstępne i następcze
- poprawia bilans tlenowy mięśnia sercowego
- hamuje agregację płytek krwi

## Farmakokinetyka
Lek wchłania się prawie całkowicie po podaniu podjęzykowym lub doustnym. W ok. 30–40% ulega efektowi pierwszego przejścia. Zastosowana podjęzykowo działa już po 1 min, doustnie po ok. 20 min, osiągając maksymalne stężenie po ok. 1 godz. Okres półtrwania wynosi 1,5–2 h, przy czym lek prawie zupełnie nie wiąże się z białkami krwi.

## Wskazania
- dusznica bolesna[potrzebny przypis]
- zawał serca[potrzebny przypis]
- zastoinowa niewydolność krążenia[potrzebny przypis]
- nadciśnienie tętnicze[potrzebny przypis]

## Działania niepożądane
- przemijające bóle głowy
- zaczerwienienie twarzy
- hipotonia ortostatyczna
- objawy ze strony przewodu pokarmowego: nudności, wymioty, biegunka.

## Przeciwwskazania
- jaskra[potrzebny przypis]